# Beaivi

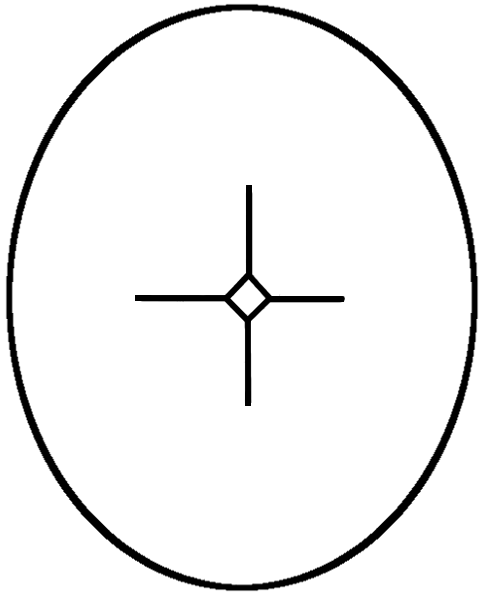
Beaivi samisk solsymbol

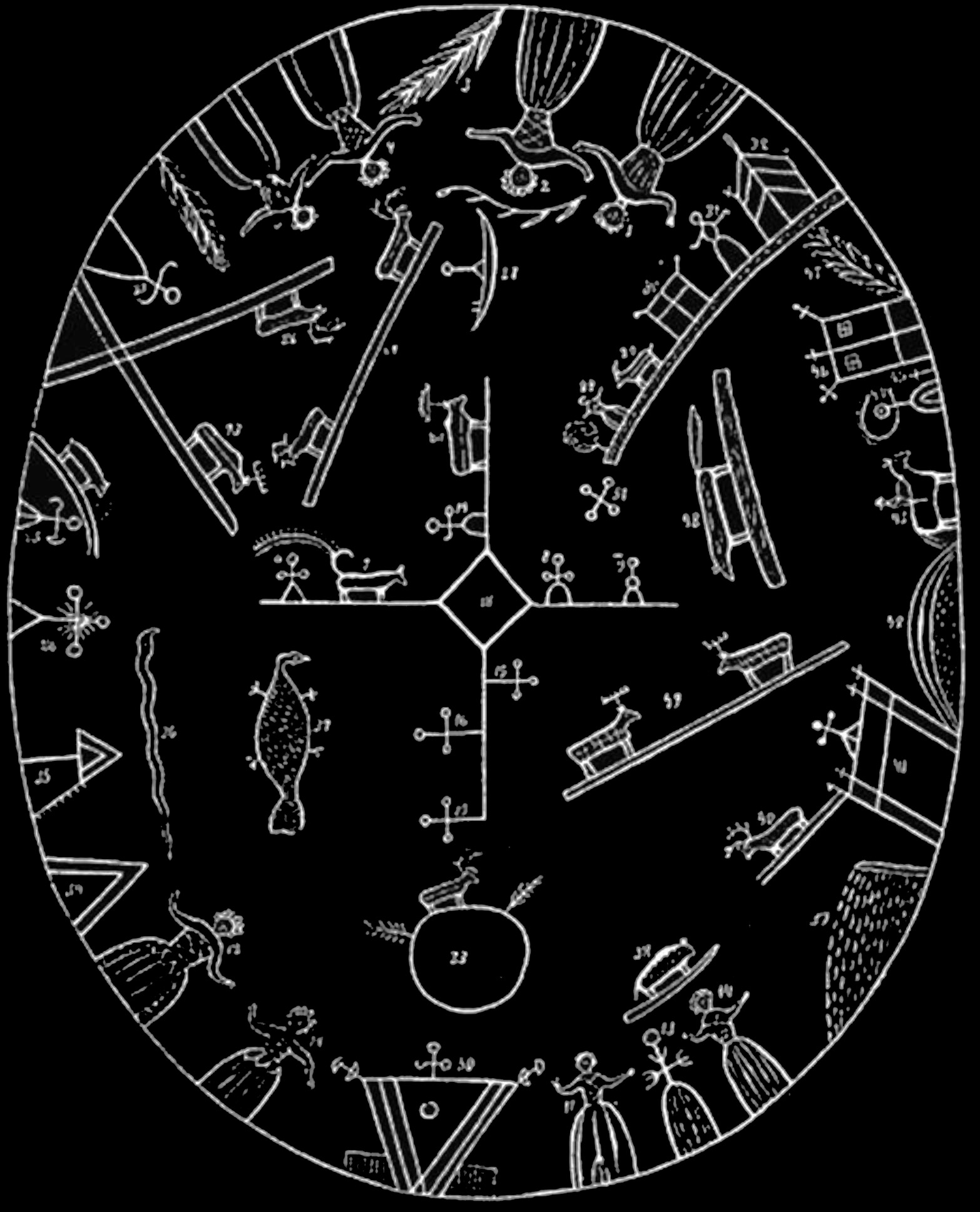
Samisk trumma som finns i Nærøy, Norge.

Beaivi, Biejvve, Beivve, Beiwe, Bievve eller Biejje (samiska: solen), är solens gudom i samisk religion, vanligen en solgudinna, men har även beskrivits som solgud. I Sápmi, norr om polcirkeln, där solen under vinterperioden inte ens når horisonten, hade solen stort värde hos samerna, och spelade en stor roll i kultsammanhang.

## Släktskap och funktion
Vid vintersolståndet offrades en vit honren i ära av Beaivi för att se till att hon återvände till världen och få ett slut på den långa vintersäsongen. Vid tiden för året när solen var tillbaka, smetades smör (som smälter i solen) på dörrposterna, som ett offer till Beaivi, så att hon kunde få styrka under sin konvalescens och gå högre och högre på himlen. Vid sommarsolståndet gjorde folk solringar av löv och satte upp dem i hennes ära. Vid dessa tillfällen åt de även smör som en helgad måltid.
Beaivi var ofta tillsammans med sin dotter, Beaivi-nieida ("solflicka") i en låda av renhorn. Beaivi förde tillbaka fertiliteten till den arktiska regionen, och gjorde så att växterna åter växte, renarna florerade, blomstrade och förökade sig, och förde rikedom och välstånd till människor. Vid den tid av året då Beaivi kom tillbaka, bad man för de människor som var psykiskt sjuka. Samerna ansåg att vansinnighet i form av psykoser och depressioner framkallades av bristen på sol och solljus under den mörka vintern.

## Symbol och betydelse
Den samiske författaren Nils-Aslak Valkeapää skrev i början av 1970-talet boken Beaivi, áhčážan, på svenska "Solen, min far" som är en översättning på växelvis nynorsk, bokmål och svenska.
Solen förekommer regelbundet på samiska trummor där den då avbildades trummans centrum som en romb, med fyra linjer som utgår från hörnen liksom solstrålar.
Buorre beaivi betyder god dag på nordsamiska, men behöver inte associeras med solgudomligheten.

### Solen som samisk symbol
Samerna är ett ursprungsfolk som kallat sig för Solen och vindens folk. Den samiska flaggans gula färg står inofficiellt för solen och för långsiktigt liv.

Samiska högskolans solsymbol
Samiska flaggan